# Football Club Castiglione 2014-2015
Questa voce raccoglie le informazioni riguardanti ilFootball Club Castiglione nelle competizioni ufficiali della stagione 2014-2015.

## Risultati

### Serie D

#### Girone di andata
| Castiglione delle Stiviere 7 settembre 2014 1ª giornata | Castiglione | 1 – 0 | Pro Sesto | Stadio Ugo Lusetti |

| Ciliverghe di Mazzano 14 settembre 2014 2ª giornata | Ciliverghe Mazzano | 0 – 5 | Castiglione | Stadio Comunale Molinetto |

| Castiglione delle Stiviere 17 settembre 2014 3ª giornata | Castiglione | 1 – 0 | Olginatese | Stadio Ugo Lusetti |

| Villafranca di Verona 21 settembre 2014 4ª giornata | Villafranca Veronese | 0 – 1 | Castiglione | Stadio Comunale 1 |

| Castiglione delle Stiviere 28 settembre 2014 5ª giornata | Castiglione | 1 – 0 | Pergolettese | Stadio Ugo Lusetti |

| Cologno al Serio 5 ottobre 2014 6ª giornata | Ciserano | 0 – 0 | Castiglione | Stadio Giacinto Facchetti |

| Castiglione delle Stiviere 12 ottobre 2014 7ª giornata | Castiglione | 1 – 1 | MapelloBonate | Stadio Ugo Lusetti |

| Carate Brianza 19 ottobre 2014 8ª giornata | Folgore Caratese | 3 – 5 | Castiglione | Stadio XXV Aprile |

| Castiglione delle Stiviere 26 ottobre 2014 9ª giornata | Castiglione | 2 – 1 | Inveruno | Stadio Ugo Lusetti |

| Sondrio 2 novembre 2014 10ª giornata | Sondrio | 1 – 1 | Castiglione | Stadio Coni Castellina |

| Castiglione delle Stiviere 9 novembre 2014 11ª giornata | Castiglione | 3 – 1 | Montichiari | Stadio Ugo Lusetti |

| Caravaggio 12 novembre 2014 12ª giornata | Caravaggio | 2 – 1 | Castiglione | Stadio Comunale |

| Castiglione delle Stiviere 16 novembre 2014 13ª giornata | Castiglione | 1 – 2 | Lecco | Stadio Ugo Lusetti |

| Verona 23 novembre 2014 14ª giornata | Virtus Verona | 0 – 1 | Castiglione | Centro sportivo Mario Gavagnin-Sinibaldo Nocini |

| Castiglione delle Stiviere 30 novembre 2014 15ª giornata | Castiglione | 3 – 2 | Castellana | Stadio Ugo Lusetti |

| Aurora Seriate 7 dicembre 2014 16ª giornata | Aurora Seriate | 1 – 0 | Castiglione | Stadio Comunale |

| Castiglione delle Stiviere 14 dicembre 2014 17ª giornata | Castiglione | 1 – 0 | Pontisola | Stadio Ugo Lusetti |

| Seregno 21 dicembre 2014 18ª giornata | Seregno | 0 – 2 | Castiglione | Stadio Ferruccio |

| 4 gennaio 2015 19ª giornata |  | – turno di riposo |  |  |

#### Girone di ritorno
| Sesto San Giovanni 11 gennaio 2015 20ª giornata | Pro Sesto | 0 – 1 | Castiglione | Stadio Breda |

| Castiglione delle Stiviere 18 gennaio 2015 21ª giornata | Castiglione | 1 – 0 | Ciliverghe Mazzano | Stadio Ugo Lusetti |

| Olginate 21 gennaio 2015 22ª giornata | Olginatese | 0 – 1 | Castiglione | Stadio Comunale |

| Castiglione delle Stiviere 25 gennaio 2015 23ª giornata | Castiglione | 1 – 0 | Villafranca Veronese | Stadio Ugo Lusetti |

| Crema 18 febbraio 2015 24ª giornata | Pergolettese | 3 – 1 | Castiglione | Stadio Giuseppe Voltini |

| Castiglione delle Stiviere 15 febbraio 2015 25ª giornata | Castiglione | 0 – 1 | Ciserano | Stadio Ugo Lusetti |

| Mapello 22 febbraio 2015 26ª giornata | MapelloBonate | 0 – 3 | Castiglione | Stadio Comunale |

| Castiglione delle Stiviere 1º marzo 2015 27ª giornata | Castiglione | 1 – 0 | Folgore Caratese | Stadio Ugo Lusetti |

| Inveruno 8 marzo 2015 28ª giornata | Inveruno | 0 – 3 | Castiglione | Stadio Comunale |

| Castiglione delle Stiviere 15 marzo 2015 29ª giornata | Castiglione | 1 – 2 | Sondrio | Stadio Ugo Lusetti |

| Montichiari 22 marzo 2015 30ª giornata | Montichiari | 1 – 3 | Castiglione | Stadio Romeo Menti |

| Castiglione delle Stiviere 25 marzo 2015 31ª giornata | Castiglione | 1 – 0 | Caravaggio | Stadio Ugo Lusetti |

| Lecco 29 marzo 2015 32ª giornata | Lecco | 0 – 0 | Castiglione | Stadio Rigamonti-Ceppi |

| Castiglione delle Stiviere 2 aprile 2015 33ª giornata | Castiglione | 1 – 1 | Virtus Verona | Stadio Ugo Lusetti |

| Castel Goffredo 12 aprile 2015 34ª giornata | Castellana | 0 – 2 | Castiglione | Stadio Comunale |

| Castiglione delle Stiviere 19 aprile 2015 35ª giornata | Castiglione | 2 – 2 | Aurora Seriate | Stadio Ugo Lusetti |

| Ponte San Pietro 26 aprile 2015 36ª giornata | Pontisola | 1 – 1 | Castiglione | Stadio Matteo Legler |

| Castiglione delle Stiviere 3 maggio 2015 37ª giornata | Castiglione | 1 – 1 | Seregno | Stadio Ugo Lusetti |

| 10 maggio 2015 38ª giornata |  | – turno di riposo |  |  |

#### Poule scudetto
| Arbitro: | Alessandro Salvatori (Rimini) |

|              |           |            |
| Bignotti 81’ | Marcatori | 16’ Cunico |

| Arbitro: | Gabriele Agostini (Bologna) |

|              |           |                    |
| Conrotto 38’ | Marcatori | 56’ 86’ Cristofoli |

| Arbitro: | Riccardo Annaloro (Collegno) |

|                         |           |                  |
| Crocetti 26’ Titone 87’ | Marcatori | 90+3’ Cazzamalli |